# Standard de Liège (club omnisports)
Pour les articles homonymes, voir standard.
Le Standard de Liège était un club omnisports de la ville de Liège.
Disparu en 1985 à la suite de l'affaire Standard-Waterschei qui entacha la section football, section reine du club, la direction décida de mettre un terme à toutes ses autres sections et perd ainsi son titre de club omnisports.
Cependant, en 2015, le Standard absorba le Standard Fémina de Liège et en fit sa section féminine et on peut donc dire que le Standard est depuis redevenu un club omnisports même si le football reste le seul sport représenté.

## Histoire
Fondé en 1898 en tant que club de football, le Standard fonda plusieurs autres section, en rugby, hockey sur gazon, basket-ball ou encore tennis.
Deux des sections se distinguait dans leur sport respectif, la section football et la section basket qui trustèrent les titres nationaux.
Mais, après l'Affaire Standard-Waterschei, soit en 1985, la direction du Standard de Liège met un terme à ses sections sauf sa section football qui vit alors les moments les plus sombres de son existence.
Mais ce n'est rien en comparaison avec les autres sections, les sections basket-ball et hockey-sur-gazon furent expulsées du site du Sart Tilman qui appartenait alors au Standard.
Les sections rugby et Tennis sont gérées de manière autonome et bien que "Standard" se trouve toujours dans le nom de ces deux clubs, ils n'ont plus rien à voir avec le Standard de Liège.
Alors que la section basket s'exile à Andenne dans la Province de Namur, et prend le nom d'Andenne Basket, la section hockey-sur-gazon va tout simplement disparaître et d'anciens joueurs de cette section vont créer un nouveau club, Embourg Hockey Club.
Ainsi à partir de 1985, le club n'a plus qu'une section, le football et est donc défait de son statut de club omnisports mais en 2012, le club crée une nouvelle section en football féminin en absorbant le Standard Fémina de Liège.

### Fondation des sections
- Football: 1898
- Hockey-sur-gazon: 1911 (absorption en 1956)
- Rugby: 1963
- Football féminin: 1971 (absorption en 2012)
- Basket-ball: années 1960
- Tennis 1969

## Football
La section football, fut créée en 1898, il est avec le RSC Anderlecht, le FC Bruges et l'Union Saint-Gilloise l'un des clubs les plus titrés de Belgique.
Le club évolue depuis la saison 1921/1922 en division 1 belge qu'il remporta à 10 reprise au niveau international la finale de Coupe des coupes de 1982, perdue à Barcelone face au FC Barcelone reste le plus haut fait d'armes du club.
- Palmarès:
  - Championnat de Belgique (10): 1958, 1961, 1963, 1969, 1970, 1971, 1982, 1983, 2008, 2009.
  - Coupe de Belgique (8): 1954, 1966, 1967, 1981, 1993, 2011, 2016, 2018.
  - Supercoupe de Belgique (4): 1981, 1983, 2008, 2009.
  - Coupe de la Ligue Pro (1): 1975.
  - Championnat de Belgique de D2 (2): 1909, 1921.

## Football féminin
La section de football féminin du Standard de Liège, fut créée en 1971. Tout d'abord nommé Saint-Nicolas FC Liège, le club se renomma et resta longtemps le Standard Fémina de Liège sans pour autant faire partie du club puisque ce n'est qu'en 2012 que le club rejoint les rangs du Standard qui n'avait plus connu autres sections que celle du football masculin depuis 1985 et l'affaire Standard-Watershei. 
- Palmarès:
  - Championnat de Belgique (20): 1974, 1976, 1977, 1978, 1982, 1984, 1985, 1986, 1990, 1991, 1992, 1994, 2009, 2011, 2012, 2013, 2014, 2015, 2016, 2017
  - Coupe de Belgique (9): 1986, 1989, 1990, 1995, 2006, 2012, 2014, 2018, 2023
  - Super Coupe de Belgique (7): 1984, 1986, 1989, 1994, 2009, 2011, 2012
  - BeNe SuperCup (2) 2011 - 2012
  - BeNe League (1): 2015

## Rugby
Le Standard Rugby Club, fut créée en 1963 à l'initiative de Bernard Loiseau et Pol Withof qui venait de quitter le Royal Football Club liégeois rugby.
Alors évoluant en division 1 en 1985, le club n'est plus officiellement une section du Standard de Liège à la suite de l'affaire Standard-Waterschei et devient indépendante, elle trouva refuge à Chaudfontaine et même si elle n'a plus rien à voir avec les rouches, le club exhibe toujours dans son titre, le nom de Standard.  
- Palmarès:
  - Championnat de Belgique de 2e division (2): 1983, 1993
  - Coupe de l'Effort (1): 1994

## Tennis
Le Standard TC voit le jour en 1969.

## Basket-ball
Le Standard BC de Liège est une ancienne section du club omnisports.
- Palmarès: 
  - Championnat de Belgique (3)
  - Coupe de Belgique (3)

## Hockey-sur-gazon
Le Royal Standard Hockey Club est une ancienne section du club omnisports, ancienne section du RFC Liège, crée en 1911 sous le nom de HC Liège, la section disparaît en 1985.

## Hockey-sur-glace
Le hockey sur glace est un ancien sport du club.
La section évoluait à Coronmeuse et fut créée en 1940.

## Infrastructure
- Sclessin: Football, Tennis, Football féminin
  - Stade de Sclessin
- Sart-Tilman: Basket-ball, Hockey-sur-gazon, Football féminin
  - Country Hall
  - Académie Robert Louis-Dreyfus
- Chaudfontaine: Rugby